# فوتبال در هنگ کنگ
پرطرفدارترین ورزش در در هنگ کنگ فوتبال و پس از آن راگبی ۱۵ نفره است. اتحادیه فوتبال هنگ کنگ هیأت اداره‌کننده فوتبال در هنگ کنگ است.